# Умершие в декабре 1942 года
Это список известных людей, соответствующих установленным критериям значимости (см. Википедия:Критерии значимости персоналий), умерших в декабре 1942 года.
Причина смерти указывается лишь в исключительных случаях (убийство, самоубийство, гибель в результате военных действий, смертная казнь, ДТП или несчастные случаи). В остальных случаях — не указывается.

## 1 декабря
- Антоний (Абашидзе) (75) — епископ Русской Православной Церкви.
- Ваххольц, Леон (75) — польский ученый, врач судебной медицины, психопатолог, криминолог, педагог, профессор, член Польской академии знаний (с 1930).
- Иванов-Радкевич, Павел Иосифович (64) — русский советский хормейстер, композитор, пианист и музыкальный педагог.
- Шиэн, Эдвард (18) — австралийский военнослужащий.

## 2 декабря
- Ачмизов, Айдамир Ахмедович (30) — заряжающий орудия 2-го гвардейского отдельного конного артиллерийского дивизиона 10-й гвардейской казачьей Кубанско-Слуцкой Краснознаменной кавалерийской дивизии, 4-го гвардейского казачьего кавалерийского корпуса, Закавказский фронт. Гвардии казак. Герой Советского Союза (посмертно). Погиб в бою.
- Марголин, Павел Васильевич — еврейский издатель, редактор, общественный деятель в Вильно и Берлине.
- Юрин, Борис Андреевич (28) — участник Великой Отечественной войны, командир пулемётного взвода 29-го гвардейского стрелкового полка 12-й гвардейской стрелковой дивизии 61-й армии Западного фронта, Герой Советского Союза (посмертно), гвардии старший сержант. Погиб в бою.

## 3 декабря
- Дроздович, Викентий Иосифович (31) — белорусский партизан, Герой Советского Союза (посмертно). Погиб в бою с караелями.
- Петерсон-Бергер, Вильгельм (75) — шведский композитор и музыкальный критик.
- Прохорова, Евгения Филипповна (30) — советская лётчица, участница Великой Отечественной войны, командир 586-го женского истребительного авиационного полка ПВО, старший лейтенант. Погиблапр выполнения правительственного задания.

## 4 декабря
- Адалберт Антонов (32) — болгарский врач-ветеринар.
- Галстян, Бениамин Оганесович (42) — советский военный деятель, политработник, участник Великой Отечественной войны, генерал-майор, член Военного совета 42-й армии. Погиб на фронте.
- Климов, Иван Степанович (33) — министр политической координации Украинского государственного правления. Казнён немецкими оккупантами.
- Кукк, Юхан (57) — эстонский государственный деятель, предприниматель. Умер в советском лагере.
- Лазарев, Евгений Кузьмич (24) — Герой Советского Союза.
- Рейн, Георгий Ермолаевич (88) — врач, общественный деятель, действительный тайный советник. Умер в Софии.

## 5 декабря
- Кобер, Александр Павлович (16) — пионер-герой, участник антифашистского подполья «Николаевский центр» в Николаеве в годы Великой Отечественной войны. Казнён немецкими оккупантами.
- Прованов, Григорий Васильевич (41) — участник Великой Отечественной войны, командир 69-й танковой бригады 4-го танкового корпуса Донского фронта, Герой Советского Союза (посмертно), подполковник. Погиб в бою
- Путц, Нарциз (65) — блаженный Римско-Католической Церкви, священник, мученик. Погиб в Дахау
- Хоменко, Виктор Кириллович (16) — пионер-герой, участник антифашистского подполья «Николаевский центр» в Николаеве в годы Великой Отечественной войны. Казнён немецкими оккупантами.

## 6 декабря
- Герксгеймер, Карл (81) — немецкий дерматолог и венеролог еврейского происхождения, описавший реакцию, названную реакция Яриша — Герксгеймера. Погиб в немецком концлагере.
- Селищев, Афанасий Матвеевич (56) — советский лингвист, член-корреспондент АН СССР (1929), член-корреспондент Болгарской АН (1931). Умер от рака.
- Свирский, Алексей Иванович (77) — русский писатель-беллетрист.
- Шершнёва, Римма Ивановна (17) — советская партизанка, закрывшая своим телом амбразуру вражеского дзота.

## 7 декабря
- Моргилевский, Ипполит Владиславович (53) — историк архитектуры.
- Скоков, Александр Иванович (17) — Герой Советского Союза.

## 8 декабря
- Кан, Альберт — индустриальный американский архитектор, архитектор Детройта
- Никольский, Александр Михайлович (84) — российский и украинский биолог.
- Сумгин, Михаил Иванович (69) — русский и советский учёный, один из основателей учения о вечной мерзлоте.
- Эйтель Фридрих Прусский (59) — принц Прусский, второй сын кайзера Вильгельма II

## 9 декабря
- Геника, Ростислав Владимирович (83) — российско-украинский пианист, музыкальный педагог и историк музыки.
- Лигуда, Алоизий (44) — блаженный Римско-Католической Церкви, священник, мученик — погиб в Дахау.
- Мантере, Оскари (68) — финский педагог, просветитель, государственный и политический деятель, премьер-министр Финляндии (1928—1929)
- Сингх, Гобинд — индийский кавалер креста Виктории

## 10 декабря
- Пётр Руденко (23) — Герой Советского Союза.
- Фуллон, Фёдор Иванович (83) — российский офицер, полковник, командир 5-го пограничного Заамурского конным полка, участник Первой мировой войны. Умер в Белграде.

## 11 декабря
- Ильин, Лев Александрович (62)) — русский и советский архитектор, градостроитель. Погиб во время бомбардировки в блокадном Ленинграде.
- Луи, Серафина (78) — французская художница, представительница наивного искусства. Умерла от голода в психиатрической клинике.
- Лунд, Карл (54) — финский гимнаст, серебряный призёр летних Олимпийских игр 1912 года в командном первенстве по произвольной системе.

## 12 декабря
- Даннеберг, Роберт (57) — австрийский политик и юрист. Убит в Освенциме.
- Назарова, Клавдия Ивановна (22) — организатор и руководитель подпольной комсомольской организации в городе Остров Псковской области, Герой Советского Союза (посмертно). Казнена немецкими оккупантами.
- Петрушевский, Дмитрий Моисеевич — русский, советский историк-медиевист.
- Прокатов, Василий Николаевич (19) — советский военнослужащий. Участник Великой Отечественной войны. Герой Советского Союза (1943, посмертно). Сержант. Закрыл своим телом амбразуру вражеского ДЗОТа
- Уэстли, Хелен — американская актриса.
- Харченко, Михаил Семёнович (24) — участник Великой Отечественной войны, командир пулемётного отделения партизанского отряда «Грозный» 2-й Ленинградской партизанской бригады. Герой Советского Союза. Погиб в бою.
- Холле, Хуго (52) — немецкий музыковед и музыкальный педагог. Директор Штутгартской консерватории (1940—1942)

## 13 декабря
- Игумнов, Сергей Дмитриевич (42) — советский живописец, график, художник- плакатист, один из родоначальников и ведущих мастеров советской рекламы.
- Ледуховский, Влодзимеж — генерал Общества Иисуса (иезуитов) (1915—1942)
- Фрир, Элинор Эверест (78) — американский композитор и музыкальный деятель.
- Хендерсон, Александр (81) — канадский юрист и политик, комиссар Юкона (1907—1911)

## 14 декабря
- Бунтман-Дорошкевич, Вениамин Александрович (38) — советский военачальник, участник Великой Отечественной войны, командир 10-й танковой бригады, 13-го танкового корпуса, 41-го танкового полка. Погиб в бою.

## 15 декабря
- Британ, Илья Алексеевич (57) — русский поэт и публицист, участник французского Движения Сопротивления. Расстрелян немецкими оккупантами.
- Жилник, Милица — югославская партизанка, участница Народно-освободительной войны Югославии. Жена Слободана Жилника, народного героя Югославии. Казнена немецкими оккупантами.
- Фёдоров, Василий Павлович — русский поэт-парнасец, переводчик. Репрессирован. Умер в советском лагере.

## 16 декабря
- Вольдемарас, Аугустинас (59) — литовский политический деятель, премьер-министр (1918, 1926—1929). Репрессирован, умер в Бутырской тюрьме.
- Гроссфогель, Лео (38) — советский разведчик. Казнён нацистами в Брюсселе.
- Меербаум-Айзингер, Зельма (18) — немецкоязычная поэтесса еврейского происхождения. Умерла от сыпного тифа в нацистском трудовом лагере

## 17 декабря
- Гилленшмидт, Александр Фёдорович (75) — русский генерал, герой Первой мировой войны. Умер в Париже.
- Левин, Дойвбер (36) — русский писатель-авангардист, один из обериутов, погиб в бою.
- Максимов, Владимир Николаевич (60) — русский архитектор.
- Манойлов, Иван Антонович (32) — старший лейтенант Рабоче-крестьянской Красной Армии, участник Великой Отечественной войны, Герой Советского Союза.
- Сергеев, Николай Александрович (29) — участник Великой Отечественной войны, Герой Советского Союза.

## 18 декабря
- Аргун, Виктор Константинович — первый абхазский лётчик, участник Великой Отечественной войны. Погиб на фронте.
- Каплунов, Илья Макарович (24) — наводчик противотанкового ружья (ПТР) 4-го стрелкового полка 98-й стрелковой дивизии 2-й гвардейской армии Сталинградского фронта, гвардии красноармеец, Герой Советского Союза (посмертно). Погиб в бою

## 19 декабря
- Абдиров, Нуркен Абдирович (23) — советский лётчик, Герой Советского Союза (посмертно), сержант. Погиб в бою.
- Алексеев, Борис Павлович (29) — советский лётчик, Герой Советского Союза (посмертно), младший лейтенант. Погиб в бою.
- Воловская, Казимера (63) — блаженная Римско-Католической Церкви, монахиня из женской монашеской конгрегации «Сёстры Непорочного зачатия Пресвятой Девы Марии», мученица. Расстреляна немецкими оккупантами.
- Ноишевская, Богумила (56) — блаженная Римско-Католической Церкви, монахиня из женской монашеской конгрегации «Сёстры Непорочного зачатия Пресвятой Девы Марии», мученица. Расстреляна немецкими оккупантами.
- Хомченовский, Владимир Антонович (22) — Герой Советского Союза
- Шимон, Тавик Франтишек (65) — чешский художник, график и скульптор по дереву.

## 20 декабря
- Вержбицкий, Григорий Афанасьевич (67) — видный деятель белого движения в Сибири, генерал-лейтенант. Умер в Тяньцзине.
- Кулиев, Ягуб Аллахгулу оглу (42) — советский военачальник, генерал-майор, командир 21-й горно-кавалерийской дивизии. Погиб в результате авианалёта противника

## 21 декабря
- Боас, Франц (84) — американский антрополог, лингвист и естествоиспытатель, «отец американской антропологии».
- Задгер, Исидор (75) — австрийский врач и психоаналитик еврейского происхождения, погиб в Терезине
- Стельмах, Григорий Давыдович — советский военачальник, генерал-майор. Участник Великой Отечественной войны. Начальник штаба Волховского и Юго-Западного фронтов. Погиб на фронте.

## 22 декабря
- Головненков, Александр Павлович — лейтенант Рабоче-крестьянской Красной Армии, участник Великой Отечественной войны, Герой Советского Союза (посмертно). Погиб в бою.
- Грауденц, Джон (58) — немецкий журналист, антифашист, член движения Сопротивления во время Второй мировой войны, член организации «Красная капелла». Казнён нацистами.
- Елисеев, Алексей Борисович (55) — генерал-лейтенант береговой службы, командующий береговой обороны Дальнего Востока и береговой обороны Балтийского района. Покончил жизнь самоубийством
- Камал, Шариф Камалетдинович (58) — татарский писатель.
- Коппи, Ганс (26) — антифашист, член движения Сопротивления во время Второй мировой войны, член организации «Красная капелла». Казнён нацистами.
- Хайльман, Хорст (19) — офицер Абвера, член движения Сопротивления во время Второй мировой войны, член организации «Красная капелла». Казнён нацистами.
- Харнак, Арвид (41) — антифашист, член движения Сопротивления во время Второй мировой войны, один из руководителей организации «Красная капелла». Казнён нацистами.
- Шелиа, Рудольф фон (45) — барон, немецкий дипломат, агент советской разведки, казнён нацистами.
- Штёбе, Ильза (31) — журналистка, участница немецкого движения Сопротивления, агент советской военной разведки. Казнена нацистами.
- Шульце, Курт (47) — деятель антифашистского Сопротивления в Германии, член организации «Красная капелла». Казнён нацистами.
- Шульце-Бойзен, Либертас — писательница, кинокритик, антифашист, член движения Сопротивления во время Второй мировой войны, член организации «Красная капелла». Казнена нацистами.
- Шульце-Бойзен, Харро (33) — антифашист, член движения Сопротивления во время Второй мировой войны, один из руководителей организации «Красная капелла». Казнён нацистами.
- Шумахер, Курт (37) — немецкий скульптор, художник, график, антифашист, член движения Сопротивления во время Второй мировой войны, член организации «Красная капелла». Казнён нацистами.
- Шумахер, Элизабет (38) — немецкий художник, антифашист, член движения Сопротивления во время Второй мировой войны, член организации «Красная капелла». Казнена нацистами.

## 23 декабря
- Бальмонт, Константин Дмитриевич (75) — поэт-символист, переводчик, эссеист, один из виднейших представителей русской поэзии Серебряного века. Умер от воспаления лёгких.
- Истомин, Владимир Михайлович — советский партийный деятель. Первый секретарь Амурского областного комитета ВКП(б) в 1938 — 1940 годах, председатель Хабаровского крайисполкома в 1940 — 1942 годах.
- Лубянецкий, Иван Федосеевич (28) — советский офицер-танкист, Герой Советского Союза (1943, посмертно). Погиб в бою.
- Рахметов, Жумаш Рахметович — советский офицер-танкист, участник Великой Отечественной войны. Погиб в бою.
- Ускова, Мария Ивановна — разведчица, герой обороны Сталинграда. Казнена немецкими оккупантами.
- Филиппов, Александр Александрович (17) — разведчик, герой обороны Сталинграда. Казнён немецкими оккупантами.

## 24 декабря
- Блейц, Матия (28) — словенский партизан, участник Народно-освободительной борьбы Югославии, Народный герой Югославии, (посмертно) Погиб в бою.
- Вучкович, Воислав (32) — сербский композитор, дирижёр и музыкальный педагог, участник национально-освободительной войны Югославии. Замучен немецкими оккупантами
- Дарлан, Франсуа (61) — французский адмирал флота, один из лидеров вишистского режима в 1940 —1942 годах.
- Клозе, Фридрих (60) — немецко-швейцарский композитор.
- Серогодский, Василий Александрович (23) — Герой Советского Союза.

## 25 декабря
- Ларин, Илларион Иванович — политический работник РККА, генерал-майор (1942), член Военного совета 6-й армии, член Военного совета Южного фронта, член Военного совета 2-й гвардейской армии. Покончил жизнь самоубийством.
- Майер, Адольф Эдуард (99) — немецкий агроном, способствовавший созданию вирусологии
- Стодола, Аурель Болеслав — словацкий учёный, педагог, инженер-конструктор, основатель прикладной термодинамики, турбиностроения.

## 26 декабря
- Балабан, Майер (65) — польский историк, специалист по истории евреев в Польше и Галиции, основатель польской еврейской историографии. Умер в Варшавском гетто
- Герасименко, Людмила Назаровна (10) — белорусский пионер-герой. Дочь известного подпольщика Н. Е. Герасименко.
- Нечаев, Михаил Ефимович (26) — участник Великой Отечественной войны, командир батальона 130-й танковой бригады 24-го танкового корпуса 1-й гвардейской армии Юго-Западного фронта, капитан. Герой Советского Союза (посмертно). Погиб в бою.
- Ретси, Джордж — британский яхтсмен, бронзовый призёр летних Олимпийских игр 1908.
- Шторк, Фредерик (70) — румынский скульптор

## 27 декабря
- Генрих Гомперц (69) — австрийский философ.
- Морган, Уильям (72) — изобретатель волейбола.
- Рябцов, Александр Васильевич — лейтенант Рабоче-крестьянской Красной Армии, участник Великой Отечественной войны, Герой Советского Союза.
- Соловьёв, Константин Владимирович (28) — участник Великой Отечественной войны, Герой Советского Союза.
- Шпрингер, Исидор (30) — бельгийский коммунист, советский разведчик, участник сети резидентур Красная капелла. Покончил жизнь самоубийством после ареста.

## 28 декабря
- Флатов, Альфред — немецкий гимнаст, трёхкратный чемпион летних Олимпийских игр 1896. Умер от голода в Терезине, куда был отправлен как еврей.

## 29 декабря
- Волков, Григорий (пионер-герой) — юный герой-пионер, подпольщик Великой Отечественной войны.
- Радлов, Николай Эрнестович (53) — русский и советский художник, искусствовед, педагог.

## 30 декабря
- Горб, Лениан Иванович (18) — юный герой-пионер, партизан разведчик.
- Ивжак, Эдуард Петрович (17) — юный герой-пионер, партизан разведчик.
- Конев, Георгий Николаевич (30) — Герой Советского Союза.

## 31 декабря
- Венцковский, Станислав (60) — полковник Войска Польского, врач, общественный деятель, участник Движения Сопротивления, погиб в Освенциме
- Джатиев, Александр Михайлович (51) — советский государственный и партийный деятель, ответственный секретарь Областного комитета КП(б) Грузии Автономной области Юго-Осетии (1924—1925), умер в ИТЛ.
- Клещёв, Иван Иванович (24) — участник Великой Отечественной войны, командир эскадрильи 521-го истребительного авиационного полка Калининского фронта, майор. Герой Советского Союза. Погиб на фронте.
- Кроль, Моисей Ааронович (80) — крупный исследователь статистики Сибири, этнограф и юрист. Умер в Ницце
- Кудашев-Ашказарский, Ильясбек Батыргареевич (58) — татарский музыкант и театральный деятель. Герой Труда.
- Чувелев, Иван Павлович (45) — советский актёр, заслуженный артист РСФСР.
- Шелагин, Евгений Евгеньевич — советский футболист, нападающий. Участник Великой Отечественной войны. Погиб в бою за город Миллерово